# エスペラント
エスペラント (Esperanto) は、ルドヴィコ・ザメンホフとその協力者たちが考案・整備した人工言語。母語の異なる人々の間での意思伝達を目的とする、国際補助語としてはもっとも世界的に認知され、普及の成果を収めた言語となっている。

## 概要
創案者のラザロ・ルドヴィコ・ザメンホフは世界中のあらゆる人が簡単に学ぶことができ、世界中ですでに使われている母語に成り代わるというよりは、むしろすべての人の第2言語（橋渡し言語、リングワ・フランカ）としての国際補助語を目指してこの言語を作った。ザメンホフは、帝政ロシア領（当時）ポーランドのビャウィストク出身のユダヤ人眼科医で、ユリウス暦1887年7月14日（グレゴリオ暦同年7月26日）に Unua Libro（最初の本）でこの言語を発表した。
第一次大戦後には、各国の労働者連帯のための便利な共通言語としてエスペラント語を学ぶ「労働者エスペラント運動」が興り、従来のエスペラント活動を「ブルジョア・エスペラント」と区別し、1921年には「SAT(Sennacieca Asocio Tutmonda) 」(国境なき全世界協会)が結成された。この運動は東アジアにまで広がり、中国のアナキストや日本のマルキストらがエスペラント語を学習した。
現在ではエスペラント語を話す者は、世界中に100万人程度存在すると推定されている（使用状況を参照）。エスペラントを話す者は「エスペランティスト」と呼ばれる。エスペランティストにはザメンホフの理想を追求している使用者が多くいる一方、他国の人と会話したり異文化を学ぶための実用的なものと割り切って使っている人もかなりいる。今日では異なる言語間でのコミュニケーションのためのほか、旅行、文通、国際交流（文化交流の場合が多い）、ラジオ（インターネットラジオも含む。無線の場合、短波が多い）、インターネットテレビなど、さまざまな分野で使われている。

## 名称
当初は特別な名称を持たなかった（単に「国際語（la lingvo internacia）」とされていた）が、ザメンホフが「エスペラント博士（D-ro Esperanto）」というペンネームを使って発表したため、しだいに「エスペラント（Esperanto）」の名で呼ばれるようになった。この「エスペラント」という単語は、エスペラントで「希望する人」の意味であり、この単語それ自体でこの言語を意味する。
日本語の呼称は日本エスペラント協会などが使用しているカタカナ表記の「エスペラント」が一般的だが、言語であることを強調するために「エスペラント語」と呼ばれることもある。明治期には「世界語」という呼称も用いられていた。
中国語では主に「世界語」と呼ばれるが、前述の「希望する人」から意訳した「希望語」という呼称も存在する。

## 使用状況

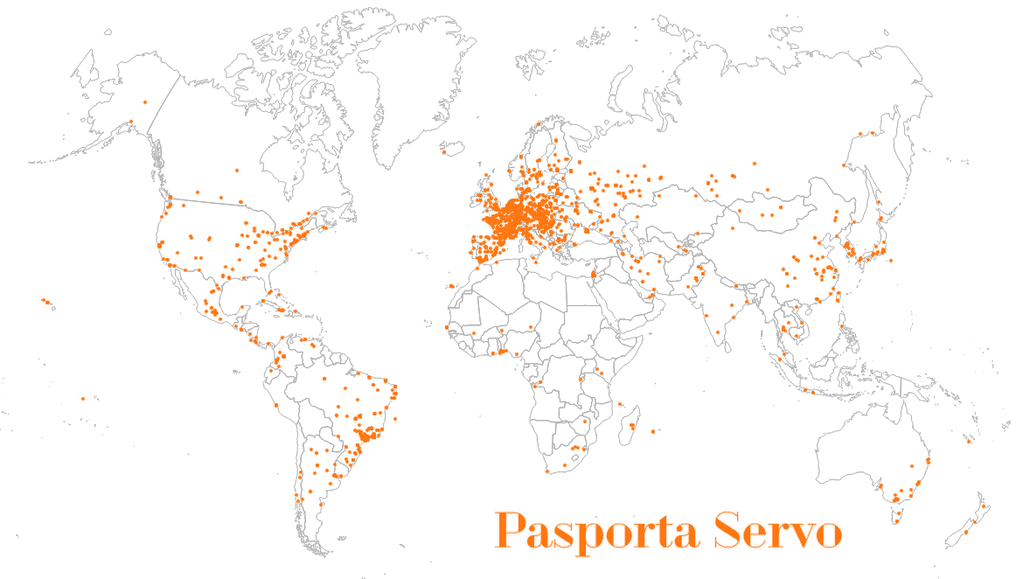
エスペラント利用者の分布（Pasporta Servoによる宿泊施設の位置）

エスペラントの使用者人数調査は、ワシントン大学の心理学教授シドニー・S・カルバートによって行われた。カルバート自身、エスペラント大会に出席したことがあるエスペランティストであった。カルバートは160万人の人々がエスペラントを "Foreign Service Level 3" の能力で使いこなすことができると結論づけた。これは「専門的で堪能な」（エスペラントで挨拶と簡単な表現ができることにとどまらず、実際に意思伝達ができる能力を有する）人々に限定した数字である。この調査はエスペラント使用者を探し出すものではなく、多くの言語の世界的な調査の一部分が元になっている。この数字は『ワールド・アルマナック』と『エスノローグ』にも登場した。この数字は世界人口の約0.03%に相当するが、この数字では、ザメンホフが目指した普遍語には程遠い。エスノローグはこのほかエスペラントを母語として育った、エスペラント母語話者が200人から2,000人いると言及した。
カルバートは研究の結果だけ公表し、調査方法の詳しい点については明らかにしなかった。それゆえ、彼の研究の正確性は疑われている。ドイツのエスペランティスト、ズィーコ・ファン・ダイク（ズィコゼック）はこの数字を疑い、改めて調査して、『神話なしのエスペラント (Esperanto sen mitoj)』の中でその結果を発表した。「もし、100万人のエスペラント話者が世界中に平均的に散らばっているとしたら、ケルンには182人いることになる」と予想した。
ズィコゼックは30人しか流暢に話す人を見つけることができなかった。そして、この数字は世界の平均的な地方よりも高い方である、と言及した。彼はまた、「さまざまなエスペラントの組織の登録者数が2万人おり、組織に登録されていないエスペランティストもたくさんいるだろうが、登録されている人の50倍もいるとは考えにくい」とも言及した。
カルバートのデータ、あるいはその他のデータでも、エスペランティストの人口を確実にはじき出すことは不可能である。

### 公的地位
エスペラントを公用語としている国は存在しない。20世紀初頭には、ベルギーとドイツの国境付近に存在した中立地帯モレネの公用語をエスペラントにする案が提案されたこともある。1968年にアドリア海上に石油プラットフォームに似た人工島をつくって独立宣言した自称国家であるローズ島共和国はエスペラントを公用語として採用したが、翌年にはイタリア海軍により爆破され消滅した。
ハンガリーやブルガリアではエスペラントで国家試験を受けることができ、ブルガリアでは全国的に学校教育に導入されている。バチカン放送や中国国際放送などの国営放送局がエスペラントでニュースを配信している。世界保健機関は新型コロナウイルス感染症（COVID-19、エスペラント: KOVIM-19）の労働安全衛生教育コースのエスペラント版を提供している。
非政府組織、特にエスペラント関係団体などでは作業語として使われている。もっとも大きいエスペラントの組織、世界エスペラント協会（UEA）は、NGOのひとつとして国際連合及びユネスコと協力関係にある。UEAにおいて日本を代表する国別団体として、1919年に設立され、1926年に財団法人化された日本エスペラント協会（JEI）が活動しており、2020年初時点の会員数は1,050人である。
エスペラントはポーランド、クロアチアで無形文化遺産に登録されている。
- 2014年にポーランド共和国文化・国家遺産省によりエスペラント文化の担い手としてのエスペラント（ポーランド語: Język esperanto jako nośnik kultury esperanckiej）としてポーランド共和国無形文化遺産に登録された[11]。
- 2019年2月11日にクロアチア共和国文化・メディア省によりクロアチアにおけるエスペラントの伝統（クロアチア語: Tradicija esperanta u Hrvatskoj）として、クロアチア共和国無形文化遺産に登録された[12]。

## 歴史

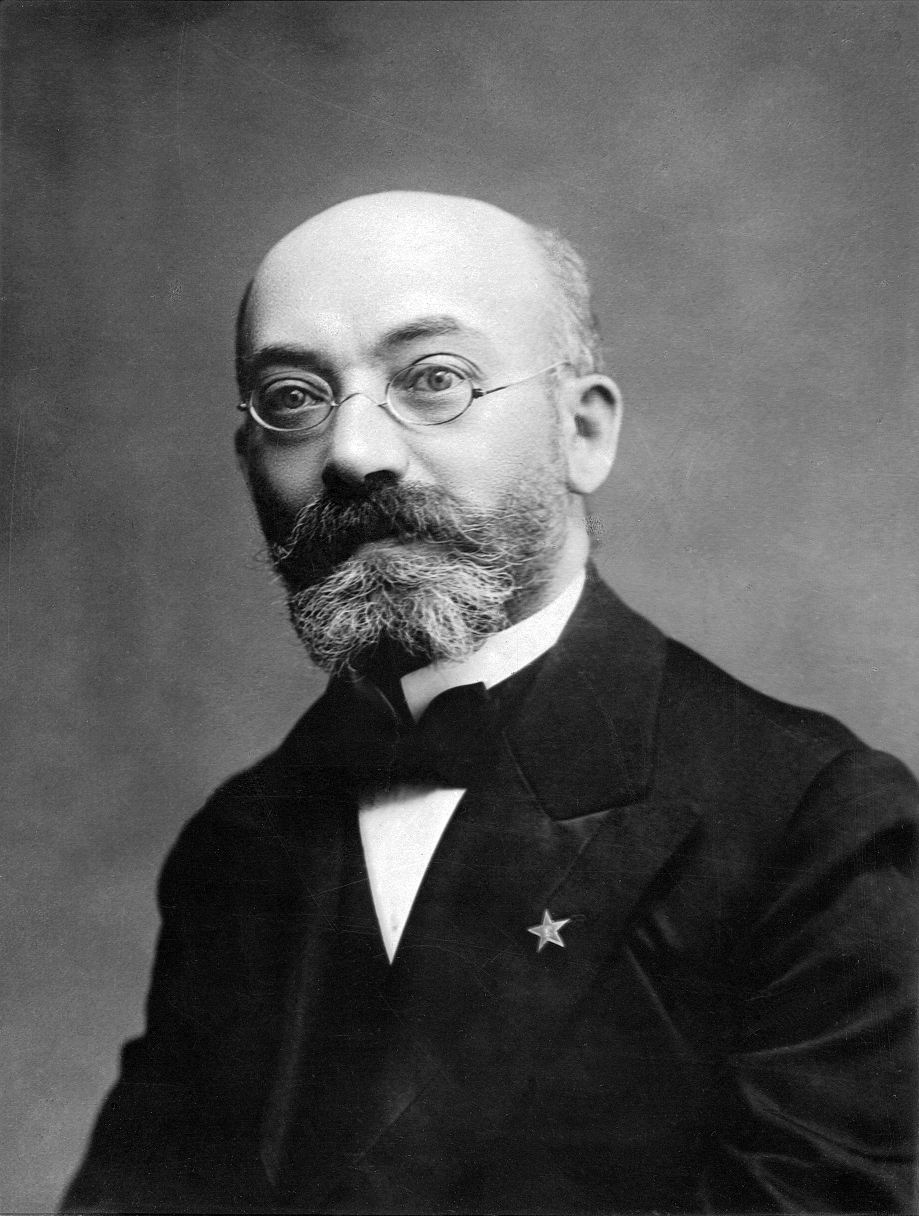
エスペラントの想案者、L.L. ザメンホフ

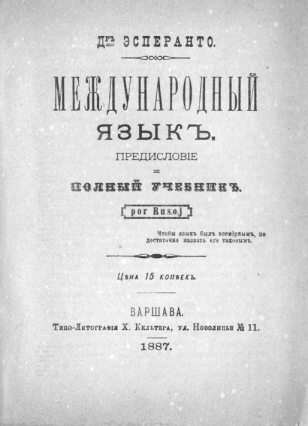
1887年にワルシャワで出版されたエスペラントについての最初の本 "Unua Libro"

エスペラントは1880年代にルドヴィコ・ザメンホフによって創案された。最初の文法書・単語集は1887年に発表された。

### 言語の開発
最初、ザメンホフはラテン語の復権が言語問題の解決策になると考えていた。しかし、実際にラテン語を学んでみたザメンホフは、ラテン語は国際語としては複雑すぎると判断した。一方で英語を学んだ際には、英語は名詞の文法上の性や複雑な格変化、動詞の人称変化といった文法がラテン語より遥かに単純であることから、言語の文法体系をより単純にできる可能性に気づいた。
また、言語を学習するにはたくさんの単語を暗記しなければならない問題があった。ザメンホフが街を歩いているときロシア語で書かれた2つの看板を目にした。それらの看板にはшвейцарская（シュヴェィツァーㇽㇲカヤ、門番所）とкондитерская（コンディテㇽㇲカヤ、菓子屋）という2つの単語が書かれていたが、共通して -skaja（スカーヤ、場所）という接尾辞が使われていた。彼は接辞を使って、一つの単語から一連の単語群として作り出すことで、暗記すべき単語数を減らすことを思いついた。
基本となる語彙としては各国の言語で共通して使われているものを採用しようとした。しかし、当時の文化的制約から、実際にはヨーロッパ諸言語で共通して使われているものが採用された。
1878年、現在のエスペラントのプロトタイプといえる Lingwe uniwersala（リングヴェ・ウニヴェルサーラ）を、ザメンホフはギムナジウムの同級生たちに教えた。その後6年間、まず各民族語の文学作品の翻訳と詩作に取りかかり、新しい言語の欠陥や運用上の扱いにくさをなくすことにした。ザメンホフは後の1895年にロシアのエスペランティスト、ニコライ・ボロフコに宛てた手紙に「私は6年間を言語を完璧にするために費やした。たとえそれが1878年の段階ですでにできあがっていたとしても」と書いている。彼はすでに自らの言語を公表できる準備ができていると考えていたが、ロシア政府の検閲がそれを許さなかった。これにより公表が遅れたが、その間、彼は旧約聖書やシェークスピアの作品などをエスペラントに翻訳し、言語の改良も重ねていった。1887年、ようやく出版された Unua Libro（最初の本）でエスペラントの基礎について紹介した。こうして今日話されているエスペラントが世に出された。

### 最初の世界大会まで
最初のうち、エスペラントの話者どうしの交流の手段としては、文通か雑誌『La Esperantisto』（1889年から1895年まで発行）程度しかなかった。1905年までに17のエスペラント関係の雑誌が発行された。活動は最初ロシアや東ヨーロッパに限られていたが、次第に西ヨーロッパやアメリカ、アジアに広がっていった。日本では1906年に二葉亭四迷が日本最初のエスペラントの教科書『世界語』を著した。
1904年小規模な国際会議が開かれ、それが1905年8月、フランスのブローニュ＝シュル＝メールで行われる最初の世界エスペラント大会の開催につながる。このときは33の国から688人が参加した。大会でザメンホフは、エスペラント運動の指導者としての地位を公式に放棄した。ザメンホフ自身がユダヤ人であったため、反ユダヤ主義による偏見が言語の発展を妨げるのを恐れたためである。彼はエスペラント運動の原理に基づいたブローニュ宣言を提案し、大会出席者たちはこれを採択した。

### 言語の発展
| 緑星旗 | ユビレーア・スィンボーロ | 緑の星 |
| 緑星旗 | ユビレーア・スィムボーロ | 緑の星 |

1905年にフランスのブローニュで開催された第1回世界エスペラント大会で、『エスペラントの基礎』の変更を制限する宣言が採択された。宣言は、文法をはじめとする言語の基礎をザメンホフが出版した『エスペラントの基礎』（Fundamento de Esperanto、フンダメント・デ・エスペラント）から変更してはならないとし、いかなる者もこれを変える権利を有しないとした。この宣言は使用者が適当と思うように新しい考えを発表しても良いとしている。
現代のエスペラントの使い方は『エスペラントの基礎』で示された「お手本」と完全に一緒というわけではない。たとえば「私はこれが好きです。」の一文をエスペラント文に翻訳するときを例に説明する。『エスペラントの基礎』に沿って訳せば"Mi amas ĉi tiun."（ミ アーマㇲ チ ティーウン）となるが，これは「私はこれを愛しています。」の意味となり、少し意味が強すぎてふさわしくないと感じるエスペランティストが多く、実際には"Mi ŝatas ĉi tiun."（ミ シャータㇲ チ ティーウン）で代用することが多いが、これは元来「私はこれを高く評価します。」という意味であり、元の意味からは少しずれている（ただし，大半の現行の辞書では動詞"ŝati"を「好きだ」の意味で使うことを追認している）。また、"Ĉi tiu plaĉas al mi."（チ ティーウ ㇷ゚ラーチャㇲ アㇽ ミ）と訳すこともある。逐語訳すれば「これは私に気に入る」であり、完全に同じ意味ではないが、こちらの訳の方が「私はこれが好きです。」の意味に近い。
ほかの慣習的な変化としては、国名を表す接尾辞が -uj- から -i- が主流に変わったことがある（例：Japanujo → Japanio）。また、厳密に言えば、エスペラント化された単語のうち -a で終わる単語はすべて形容詞であるが、ヨーロッパ諸語での Maria のように -a で終わる名前が使われることがあり、これを慣習的にエスペラント化された名詞として認められる辞書もある。ただし、『エスペラントの基礎』に従うなら、エスペラント化された名詞は、すべて Mario のように -o で終わらなければならないはずであり、この立場をとる辞書もある。またĥの発音がとりわけ難しいとされてkに置き換えられる など、語形変化も起こっている。
加えてエスペランティストたちは、新しく登場した事物や概念、外来語を表すために、さまざまな新語を取り入れた。たとえば1934年発行の "Plena Vortaro" は7,004項目（ほぼ語根）からなるが、2005年発行の "La Nova Plena Ilustrita Vortaro" は1万6,780項目からなる。これらはそのまま使うのではなく、可能な限りエスペラントの造語法などに従った形で取り込まれている。たとえば、コンピュータ (computer) は komputilo（コンプティーロ）といった具合である（道具を意味する接尾辞 -il- を使っている）。これにより、テレビやウェブやWindowsやMacなど、ザメンホフの時代には存在しなかった事物も自由に表現できるようになっている。たとえば、「CD-ROMの中のbinというフォルダにあるボールペンのアイコンをダブルクリックするとウィンドウズにワープロのプログラムやファイル、フォントなどがインストールされます。このときインターネットに自動的にアクセスするので、通信を許可するようにファイアウォールを設定してください。」といった文章も、現代のエスペラントでは表現できるのである。
新語の導入はエスペランティストなら誰でも提案することができ、最終的には一種の「競争原理」を勝ち抜いてもっとも頻繁に使われるようになったものが受け入れられる。たとえば「コンピュータ」に関しても、komputatoro、komputero などさまざまな提案が行われた が，最終的にエスペランティストにとってもっとも簡潔と思われる komputilo が勝ち残ったのである（この際，動詞 komputi「計数・計量する」に「計算機で計算（演算）する」という意味が付け加えられた）。エスペラントの言語としての統制機関としてアカデミーオ・デ・エスペラントが在るが、個々のエスペランティストに厳しい制約を設けるようなことはしていない。
新語はどんなものでも受け入れられるとは限らない。たとえば「安い」を意味する新語 ĉipa（チーパ・英語の cheap に由来）は、長たらしい malmultekosta（マㇽムㇽテコㇲタ：mal/multe/kost/a＝「（反対）・多く・費用・（形容詞）」）に代わるものとして造られたが、あまり使われていない。

### 最初の世界大会以降
1905年以降、世界エスペラント大会は2つの世界大戦の間を除き、毎年開催されている。
1920年代、国際連盟の作業言語にエスペラントを加えようという動きがあった。イギリスのロバート・セシルや日本の新渡戸稲造をはじめ10人の各国代表者が賛同したが、フランスの代表者ガブリエル・アノトーの激しい反対にあい、実現しなかった。フランス語は英語に国際語の地位を脅かされつつあり、エスペラントを新たな脅威とみなしていたためである。

### 年表
- 1859年 - エスペラントの創案者ラザロ・ルドヴィコ・ザメンホフがポーランドに生まれる。
- 1887年 - 最初の文法書が出版される。
- 1905年 - 第1回世界エスペラント大会がフランスのブローニュ＝シュル＝メールで行われ、『エスペラントの基礎』が出版される。
- 1906年 - 日本で日本エスペラント協会が発足し、二葉亭四迷がエスペラント学習書を発行するなどして、本格的な普及運動が始まる。
- 1908年 - 当時19歳のエスペランティスト、ヘクター・ホドラー（エスペラント語版）が中心となって世界エスペラント協会（UEA）が設立される。
- 1966年 - パスポルタ・セルボ（エスペランティストの国際ホームステイシステム）が始まる。

## 言語的特性

### 分類
エスペラントの語彙、意味論はヨーロッパの言語に由来している。語彙はおもにロマンス語（ラテン語を含む、約7割）とゲルマン語派（ドイツ語・英語など、約2割）から採用されている。ザメンホフはドイツ語、英語、スペイン語、リトアニア語、イタリア語、フランス語を学んでいたほか、13の異なる言語を知っていたことを示す証拠があり、これらはエスペラントの言語的特性に影響を与えた。ザメンホフが定義していない文法上の語用論や相については、初期の使用者の母語、すなわちロシア語、ポーランド語、ドイツ語、フランス語などの影響を受けている。特にフランスやハンガリーのエスペランティストの働きは無視できない。
エスペラント語は「語彙面は主にロマンス語で、形態論的には膠着性が強い、孤立した言語」と説明される。ラテン語およびギリシア語などと同様、語順は自由だが、慣習上、英語と同じようなSVO文型が多い。形容詞は修飾する名詞の前にも後にも置くことができるが、名詞の前に置くのがより一般的である。主格と対格以外の格は前置詞によって示される。新しい単語は多様な接頭辞と接尾辞、複合語によってつくられる、語幹に接辞が付属していく膠着語的性格が際だっている言語である。これはロシア語やドイツ語などとも共通する点が多い一方で、活用に伴う語形全体の変化など印欧語特有の屈折語的性格は見られない。
エスペラントの膠着語的な文法と動詞の規則性は、ヨーロッパの言語よりもアジアの言語との共通点が多いとの主張がある。言語学的には印欧語族との差異が認められ、また直接の子孫でもないため、孤立した言語に分類されている。2010年の言語類型学的研究では、「エスペラントは確かに多少ヨーロッパ的な特徴を持っているが、ヨーロッパの言語そのものに比べればはるかに少ない」と結論づけられた。

#### 派生言語
『エスペラントの基礎』はエスペラントを改造することを認めていない。しかしながら、年月が経つにしたがって、たくさんの団体・個人がエスペラントの改善を試み、その改造案を提示した。改善の対象となったのは字上符つき文字や女性形語尾 -in-、形容詞の格の一致などが多い（最後についてはザメンホフ自身も失敗であったと回顧している）。
改造案のほとんどは失敗か計画段階にとどまったが、唯一1907年にパリで行われた国際語選定代表者会で発表されたルイ・ド・ボーフロンによるイド改造案（イド語）はある程度の支持者を得た。イドのおもな改造はアルファベット（特に字上符つき文字の排除）といくつかの文法事項の変更であった。初期には比較的多くの人がイド改造案に賛同したが、この運動は短期間に改造に次ぐ改造を呼び次第に分裂していった。現在は改造もほぼ収まっているものの、イド語の使用人口・影響力ともエスペラントとは比較にならず、これもまた「成功した」とは言いがたい。
Fasile などの新しい国際言語案もエスペラントを意識したものと言えるが、これもエスペラントを脅かすレベルまでにはまったく到達していない。

### 音韻論
22から24の子音（音素解析や個々の話者によって異なる）、5つの母音、および母音と結合して6つの二重母音を形成する2つの半母音がある（子音 /j/ と半母音 /i̯/ は共に j、子音 /dz/ は dz と表記される）。

#### 子音
23の子音がある。
|        | 唇 | 唇 | 歯茎 | 歯茎 | 硬口蓋 | 硬口蓋 | 軟口蓋 | 軟口蓋 | 声門 | 声門 |
| ------ | -- | -- | ---- | ---- | ------ | ------ | ------ | ------ | ---- | ---- |
| 鼻     | m  | m  | n    | n    |        |        |        |        |      |      |
| 破裂   | p  | b  | t    | d    |        |        | k      | ɡ      |      |      |
| 破擦   |    |    | t͡s   | (d͡z) | t͡ʃ     | d͡ʒ     |        |        |      |      |
| 摩擦   | f  | v  | s    | z    | ʃ      | ʒ      | x      | x      | h    | h    |
| 接近   |    |    | l    | l    | j      | j      |        |        |      |      |
| ふるえ |    |    | r    | r    |        |        |        |        |      |      |

話者によって発音の揺れがある：
- /r/ は一般的には巻き舌音 [r] だが、口蓋垂ふるえ音 [ʀ]や口蓋垂摩擦音 [ʁ]、歯茎接近音 [ɹ] のこともある。歯茎音 [ɾ] など、様々な発音が受け入れられている。
- /v/ は通常、英語の v と同じ発音だが、[ʋ]（英語の v と w の中間）や [w] と発音されることもある（話者の言語的背景による）。
- 半母音 /u̯/ は、母音 /a/ と /e/ の後の二重母音にのみ生じ、子音 /w/ としては出現しない。
- 議論の余地はあるものの、nk が [ŋ]、kz が [ɡz] のように同化されることがある。

語頭で3文字（例：stranga）、語中で5文字（例：ekssklavo）までの子音連結が生じることがある。語末においては、エス訳されていない固有名前、詩文での名詞語尾の省略、数詞 cent（百）や前置詞 post（～の後）のようなごく少数の基礎的な単語を除いて出現しない。

#### 母音
エスペラントにはスペイン語、現代ヘブライ語、現代ギリシア語などと同様に5つの母音がある。
|      | 前舌 | 後舌 |
| ---- | ---- | ---- |
| 狭   | i    | u    |
| 中央 | e    | o    |
| 広   | a    | a    |

|      | 前舌  | 後舌  |
| ---- | ----- | ----- |
| 狭   |       | ui̯    |
| 中央 | ei̯ eu̯ | oi̯    |
| 広   | ai̯ au̯ | ai̯ au̯ |

母音が5つしかないため、発音の揺れはかなり許容されている。例えば、e は通常 [e]（フランス語 é）から [ɛ]（フランス語 è）までの幅があり、話者の母語の影響が大きい。また、heroo（[he.ˈro.o] / [he.ˈro.ʔo]）や praavo（[pra.ˈa.vo] / [pra.ˈʔa.vo]）等のように連続する同じ母音の間が声門破裂音になることがある。

#### アクセント
「アクセントは常に最後から2番目の音節にある。」（エスペラントの基礎、文法第10条）
エスペラントのアクセント（強勢）は akcento（アクツェント）と呼ばれ、日本語のような高低アクセントではなく、英語などと同じ強弱アクセントである。アクセントによって区別される同綴異義語は存在しない。英語では同音でアクセント位置によって意味が異なってしまう desert（砂漠）と dessert（デザート）を、エスペラントでは dezerto と deserto のように音を変えて取り入れている。この例は、フランス語の音（それぞれ /dezEr/, /desEr/）から、またはその中間形を取り入れたとも考えられる。アクセントの位置によって単語を区別する必要がないため、人によって高低アクセントになってしまったり、あまり注意が払われない場合もある。
音韻上、母音の長短の区別はないが、きれいに発音するためドイツ語、イタリア語、ロシア語などと同じように、アクセントのある母音を心持ち長めに発音するのが推奨されている。ただし、最後と最後から2番目の母音の間に子音が2個以上あるときはアクセントのある母音を短く発音し、子音がないか1個だけのときに長く発音する。これに加えて、最後と最後から2番目の母音の間の複子音の第二要素が l, r のものと kv, dz である場合はアクセントを長く発音するというものもある。
また、特に詩などで、語末の母音を省略することがある（母音が省略されていることを「'」（アポストローフォ）で示す）が、その場合でもアクセント位置は変わらない。

### 正書法

#### アルファベット
エスペラントのアルファベットはalfabeto（アルファベート）と呼ばれる。一音一文字の原則を採用しており（[d͡z] を除く）、ラテン文字にサーカムフレックスつき文字 ĉ, ĝ, ĥ, ĵ, ŝ と短音記号つき文字 ŭ を加えた28文字を使用する（ただし、ĥ は k に置き換えられる傾向にある）。q、w、x および y は人名や科学記号など特殊な場合を除いて使用しない。各字母の名称は、母音字はその発音、子音字はその子音に母音 -o をつけたものである（a アー、b ボー、c ツォー、ĉ チョーなど）。
|    | 文字 | 文字 | IPA    | 名前         |
| -- | ---- | ---- | ------ | ------------ |
| 1  | A    | a    | /a/    | a（アー）    |
| 2  | B    | b    | /b/    | bo（ボー）   |
| 3  | C    | c    | /t͡s/   | co（ツォー） |
| 4  | Ĉ    | ĉ    | /t͡ʃ/   | ĉo（チョー） |
| 5  | D    | d    | /d/    | do（ドー）   |
| 6  | E    | e    | /e/    | e（エー）    |
| 7  | F    | f    | /f/    | fo（フォー） |
| 8  | G    | g    | /ɡ/    | go（ゴー）   |
| 9  | Ĝ    | ĝ    | /d͡ʒ/   | ĝo（ヂョー） |
| 10 | H    | h    | /h/    | ho（ホー）   |
| 11 | Ĥ    | ĥ    | /x/    | ĥo（ホー）   |
| 12 | I    | i    | /i/    | i（イー）    |
| 13 | J    | j    | /j/ i̯/ | jo（ヨー）   |
| 14 | Ĵ    | ĵ    | /ʒ/    | ĵo（ジョー） |
| 15 | K    | k    | /k/    | ko（コー）   |
| 16 | L    | l    | /l/    | lo（ロー）   |
| 17 | M    | m    | /m/    | mo（モー）   |
| 18 | N    | n    | /n/    | no（ノー）   |
| 19 | O    | o    | /o/    | o（オー）    |
| 20 | P    | p    | /p/    | po（ポー）   |
| 21 | R    | r    | /r/    | ro（ロー）   |
| 22 | S    | s    | /s/    | so（ソー）   |
| 23 | Ŝ    | ŝ    | /ʃ/    | ŝo（ショー） |
| 24 | T    | t    | /t/    | to（トー）   |
| 25 | U    | u    | /u/    | u（ウー）    |
| 26 | Ŭ    | ŭ    | /u̯/    | ŭo（ゥオー） |
| 27 | V    | v    | /v/    | vo（ヴォー） |
| 28 | Z    | z    | /z/    | zo（ゾー）   |

| 文字 | 文字 | IPA       | 名前                        |
| ---- | ---- | --------- | --------------------------- |
| Q    | q    | /k/ /kv/  | kuo                         |
| W    | w    | /v/ u̯/    | vavo, duobla vo, ĝermana vo |
| X    | x    | /ks/      | ikso                        |
| Y    | y    | /i/ i̯/ j/ | ipsilono, i greka           |

#### 発音
ダイアクリティカルマークのない文字はすべて、C /t͡s/ を除いて、国際音声記号とほぼ同じように発音される。
エスペラントの J、C、G は、ドイツ語や多くのスラブ系言語と同じだが、英語とは異なっている。母音はローマ字読みである。

#### Unicode
かつてコンピュータがダイアクリティカルマークつき文字を扱えなかったころは、エスペラントを何らかの代用表記で表すしかなかったが、現在はISO/IEC 8859-3（いわゆるLatin-3）やUnicodeの普及により、コンピュータ上でもエスペラントのダイアクリティカルマークつき文字を表示できるようになった。以下はHTMLなどで表示する場合の数値文字参照による記述である。
| 文字 | Unicode 符号位置 | 文字参照 | 文字参照 |
| 文字 | Unicode 符号位置 | 10進表現 | 16進表現 |
| ---- | ---------------- | -------- | -------- |
| Ĉ    | U+0108           | &#264;   | &#x0108; |
| ĉ    | U+0109           | &#265;   | &#x0109; |
| Ĝ    | U+011C           | &#284;   | &#x011C; |
| ĝ    | U+011D           | &#285;   | &#x011D; |
| Ĥ    | U+0124           | &#292;   | &#x0124; |
| ĥ    | U+0125           | &#293;   | &#x0125; |
| Ĵ    | U+0134           | &#308;   | &#x0134; |
| ĵ    | U+0135           | &#309;   | &#x0135; |
| Ŝ    | U+015C           | &#348;   | &#x015C; |
| ŝ    | U+015D           | &#349;   | &#x015D; |
| Ŭ    | U+016C           | &#364;   | &#x016C; |
| ŭ    | U+016D           | &#365;   | &#x016D; |

#### 代用表記
英文タイプライターなどでダイアクリティカルマークが付いた文字が表示できないとき、別の文字に置き換えてダイアクリティカルマークつき文字を表現することを代用表記 (Surogata skribosistemo) と呼ぶ。h、x あるいは ^ などを文字の後ろ（または前）に加え、ダイアクリティカルマークつき文字であることを示す方式が主流だが、ŭを w に置き換えるなど、エスペラントで使用しない文字に置き換える方法もある。何を後置するかによって、H-方式、X-方式のように呼ぶ。現在はUnicodeが普及したことにより、コンピュータの上では代用表記の使用は少なくなってきている。

##### H-方式
H-方式 (H-sistemo) またはザメンホフ方式 (Zamenhofa sistemo) は h を後置する方法で、唯一『エスペラントの基礎』で定義されている方法である。そのため「第2の正書法」とも呼ばれる。ただし u にだけは後置しない。flughaveno（空港）のように代用表記に見える綴りがあると紛らわしいという欠点がある。エスペラントですでに使われている文字を転用するこの方式が採用されたのは、活字の数を増やしたくなかったためと言われている。

##### X-方式
X-方式 (X-sistemo) は x を後置する方法である。x はエスペラントでは使用しないため（エスペラント文に限れば）置き換えるのが簡単であるという利点から、インターネットなどで広く使われている。ただし、フランス語の人名や名詞・形容詞（特に複数形）には -(e)aux, -eux または -oux で終わるものがあるため、このような置き換えたくない文字の処理をどうするかが問題になる。この問題を避けるため、ŭを ux と書かずに vx と書く方法があるが、あまり広まっていない。

###### エスペラント版ウィキペディア・ウィクショナリーの代用表記
エスペラント版のウィキペディア、ウィクショナリーには、X-方式が使われており、cx を ĉ、gx を ĝと、x がついた文字を自動的に字上符つきのものに置きかえる機能が存在していた。以前のバージョンでは[[eaux]]（フランス語で「水」の複数形）と入力すると「eaux」のように表示はされるがリンク先は "eaŭ" となり、"eaux"という記事名で新しい記事を作ることができない不具合があったが、後に解消されている。なお現在では{{subst:x|c}}を ĉ、{{subst:x|g}}を ĝとする方式に変更されている。

##### キャレット方式
^-方式（^-sistemo）は、c^, g^ のように ^（キャレット）を後置する方法である。ŭ については u^, u~ の双方が見られる。H-方式などに比べて見栄えがよくないという欠点はあるが、キャレットがサーカムフレックスと同じ形であることから、初心者やエスペラントを知らない人でも容易に理解できる利点があり、こうした人々を読者に想定した文書などでよく使われる。

###### TeXでの代用表記
TeXでエスペラントを記述する場合にはH-方式もX-方式も使いにくいということで、babelパッケージでは独自の方式を使うことになっている。この方式では字上符がつくべき文字の直前に ^（サーカムフレックス）を置いて表す。この方式とX-方式はsedやawkなどの簡単なスクリプトで相互に変換することができる。

### 単語
最初のエスペラントの語彙は、1887年にザメンホフが出版した Lingvo internacia の中で定義されている。初期には約900語が定義された。しかしながら、言語の使用者は必要に応じて多くの言語で国際的にもっとも使われている単語を取り入れて使うことが、文法規則（エスペラントの基礎、文法第15条）によって許されている。1894年、ザメンホフは最初の5つの言語（仏・英・独・露・ポーランド）のエスペラント辞書 Universala Vortaro を発表した。そのときから特に西ヨーロッパの言語から多くの外来語がエスペラントに取り入れられた。より多数の使用者が取り入れた単語が人気を得て広まっていった。近年では、新しい外来語や造語のほとんどは技術用語または科学的な用語である。日常的な用語はすでにある単語から合成して造られるか（例: komputilo）、あるいは既存の単語に新しい意味を追加して使う傾向にある（例: muso （鼠）はコンピュータの入力機器の意味も持つようになった）。
新しい外来語を取り入れるか、それとも既存の単語から新しい単語を合成したり、既存の単語に新しい意味を加えたりして対応する方がいいのか、この種の議論には限りがない。エスペラントを学ぶ人は基本単語に加えて、単語が結合する規則なども覚えなければならない（例: eldonejo はそのまま訳すと「出すところ」で、それは「出版社」や「発行所」を意味する）。
新しい単語を創り出す権利はすべてのエスペランティストが持っているため、造語法を学ぶことは非常に重要である。新しい単語はエスペラントのコミュニティで使われていく中で次第に淘汰され、ほとんどの場合、最終的にひとつの形に落ち着くことになる。たとえば「コンピュータ」に相当する語は最初、komputmaŝino、komputilo、komputatoro などいろいろな形が使われたが、最終的に komputilo に落ち着いた。しかし「データ」を表す dateno と datumo など、複数の形が併存している例も見られる。
単語のうちいくつかはそのままの意味のほかに慣習的な意味を持っている。たとえば、ワニを意味する "krokodilo" から派生した "krokodili" と言う動詞は、「エスペラントを話さなければならないところで自国語を話す」という意味がある。
最大のエスペラント辞典は La Nova Plena Ilustrita Vortaro de Esperanto（SAT, 2002, ISBN 2-9502432-5-8）であり、1万6,780個の語根と4万6,890個の複合語句が記載されている。2005年、最新の改訂版が出版された（ISBN 2-9502432-8-2）。これは英語などの辞書と比べると非常に少ないように思えるが、実際にはエスペラントの造語法に従って自由に複合語を作ることができるため、実際に世界で使われている語彙は数十倍にのぼると考えられる。

### 文法

#### 概要
エスペラントは印欧語を基にしているため屈折語的性格を持っていると言われることがあるが、文法上の性を持たず、語幹に一定の接辞（接頭辞・接尾辞）や文法語尾を付け加えて語の意味を限定したり拡張したりするなど、膠着語的性格をはるかに色濃く有しており、実際にはほとんど膠着語であると言って差し支えない。名詞および形容詞は主格及び対格の2つの格を持つ。名詞および形容詞には、さらに単数 (singularo) および複数 (pluralo) の区別があり、形容詞はそれが関わる名詞に合わせて格と数の変化をする。対格語尾には、移動の目標を表したり任意で適切な前置詞の代わりをしたりする働きもある。対格があるため、ロシア語、ギリシア語、ドイツ語、ラテン語または日本語などのように語順は比較的自由である。なお、動詞は人称変化しない。

#### 品詞
次の品詞区分が『エスペラント日本語辞典』（2006, ISBN 4-88887-044-6）で行われている：名詞、代名詞、形容詞、副詞、動詞、数詞、前置詞、等位接続詞、従属接続詞、間投詞、冠詞。また、疑問、指示などに使われる語で、分類からは代名詞、副詞などの広範囲にまたがる45語については総称して相関詞ということがある。なお、代名詞を人称代名詞、疑問代名詞、指示代名詞などのように分け、動詞を自動詞、他動詞と分けるように、さらに細分化して扱うことがある。

#### 品詞語尾と語根
エスペラントではすべての名詞、形容詞、動詞と、形容詞などからの派生副詞は、語根 (radiko) とその単語の品詞をあらわす品詞語尾 (finaĵo) の組み合わせによって構成される。たとえば forto（力）は fort- という語幹と名詞を表す語尾 -o から成り立っている。品詞語尾によって単語の品詞がわかり、また品詞語尾を換えることにより品詞を変化させることができる。たとえば forta とすると「強い」という意味になる。
文を組み立てる上で重要な役割を果たす、代名詞、冠詞、数詞、前置詞、本来副詞（原形副詞）、等位接続詞、従属接続詞、間投詞には品詞語尾がない。品詞語尾を持たない副詞は、派生副詞と区別して本来副詞と呼ばれる。これらの重要語根もまた、他の語根と組み合わせたり品詞語尾をつけることで派生語をつくることができる。
品詞語尾 -o は名詞 (substantivo)、-a は形容詞 (adjektivo)、-e は副詞 (adverbo) をそれぞれ表す。名詞あるいは形容詞の品詞語尾の後ろに -j を加えると複数形になる。対格にするには -n を名詞あるいは形容詞語尾の後ろにつけ、複数形の場合は複数形語尾の後ろにつける。動詞には法や時制を表す6種類の語尾がある。
形容詞は名詞の数と格に一致させる。すなわち修飾する名詞が複数形の場合は形容詞も複数形にし、対格の場合は形容詞も対格にする。bona（よい）、tago（日）を例に一致の変化を示す。
|      | 主格        | 対格          |
| ---- | ----------- | ------------- |
| 単数 | bona tago   | bonan tagon   |
| 複数 | bonaj tagoj | bonajn tagojn |

形容詞の数と格の一致によって語順がかなり自由となり、また、形容詞‐名詞、名詞‐形容詞のどちらも可能であることによって標準的なSVO型のほか、SOV型やVSO型などの文も作ることができる。ただし初心者はこの「一致」を忘れることが多い（ただし、忘れても会話が成立しなくなるほどの問題になることはないだけの冗長性をエスペラントは備えている）。
- La knabino feliĉan knabon kisis.（ラ・ㇰナビーノ・フェリーチャン・ㇰナーボン・キースィㇲ）=「その少女は幸せな少年にキスした」
- La knabino feliĉa knabon kisis.（ラ・ㇰナビーノ・フェリーチャ・ㇰナーボン・キースィㇲ）=「その幸せな少女は少年にキスした」

合計すると2個以上になる複数個の単数形の名詞を修飾する形容詞は複数形にする。
- ruĝaj domo kaj aŭto.（ルーヂャィ・ドーモ・カィ・アゥト）=「赤い[家と車]」
  - この例では家も車も赤いことになる（家も車も単数だが修飾する「赤い」が複数なので、両者にかかっていることがわかる。意味としては、ruĝa domo kaj ruĝa aŭto.（ルーヂャ・ドーモ・カィ・ルーヂャ・アゥト）=「赤い家と赤い車」と同じ）。
- ruĝa domo kaj aŭto.（ルーヂャ・ドーモ・カィ・アゥト）=「[赤い家]と車」
  - 上の例に対してこちらは、家は赤いが車の色は不明である（修飾する「赤い」は単数なので、単数の「家」のみにかかることが明らか）。

叙述的な形容詞は対格としない。
- Mi farbis la pordon ruĝan.（ミ・ファㇽビㇲ・ラ・ポㇽドン・ルーヂャン）=「私は赤色のドアを塗った（ドアは始めから赤色）。」
- Mi farbis la pordon ruĝa. （ミ・ファㇽビㇲ・ラ・ポㇽドン・ルーヂャ）=「私はドアを赤色に塗った（塗った結果として赤色になった）。」

一部の動詞は、目的語ではなく、補語を取る。補語は対格にならない。
- La eklezio estu publika spaco. （ラ・エクレジーオ・エーストゥ・プブリーカ・スパーツォ）=「教会は、公的な場所でなくてはならない。」

#### 派生語と接辞
エスペラントでは語根の数を絞り、その代わり多くの語彙を派生語であらわす。上述の品詞別の単語も派生である。また、接頭辞、接尾辞（あわせて接辞という）を有効利用する。たとえば、語根 long は、
- 品詞語尾をつけて longa（ロンガ）＝長い、longo（ロンゴ）＝長さ、となる。
- 「正反対」の意味の接頭辞 mal- をつけて、mallong' という語幹 (radikalo) を構成し、これにより、mallonga（マㇽロンガ）＝短い、mallongo（マㇽロンゴ）＝短さ、となる。
- 「他動」の意味の接尾辞 -ig- をつけて、longig' という語幹を構成し、これにより、longigi（ロンギーギ）＝長くする、longigo（ロンギーゴ）＝長くすること（すなわち「伸長、延長」）、となる。
- 接頭辞と接尾辞を両方用いて、mallongig' という語幹を構成し、これにより、mallongigi（マㇽロンギーギ）＝短くする、mallongigo（マㇽロンギーゴ）＝短くすること（すなわち「短縮」）、などもできる。

#### 冠詞
「不定冠詞はない。すべての性、数、格に関係ない定冠詞 la がある。」（エスペラントの基礎、文法第1条）

#### 人称代名詞
※()内は同義の英語
|       | 単数                                          | 複数                                         |
| ----- | --------------------------------------------- | -------------------------------------------- |
| 1人称 | mi (ミ) - 私 (I)                              | ni (ニ) - 私たち (we)                        |
| 2人称 | vi (ヴィ) - あなた/あなたがた (you)           | vi (ヴィ) - あなた/あなたがた (you)          |
| 3人称 | li (リ) - 彼 (he)                             | ili (イリ) - 彼ら/彼女たち/それら (they)     |
| 3人称 | ŝi (シ) - 彼女 (she)                          | ili (イリ) - 彼ら/彼女たち/それら (they)     |
| 3人称 | ĝi (ヂ) - それ (it)                           | ili (イリ) - 彼ら/彼女たち/それら (they)     |
| 3人称 | oni (オニ) - ひと/人々 (one, people; 仏語 on) |                                              |
| 再帰  | si (スィ) - 自分 (self; 独語 sich; 仏語 soi)  | si (スィ) - 自分 (self; 独語 sich; 仏語 soi) |

対格にするには -n をつける。「私を」は min となる。所有格（所有形容詞、属格）にするには形容詞語尾 -a をつける。「私の」は mia となる。所有形容詞は形容詞の一種なので、普通の形容詞と同じように複数語尾や対格語尾の変化があり、miajn librojn 「私の本（複数）を」のように、名詞の数と格に一致させる必要がある。
再帰代名詞 si は主語が三人称の文において文中で主語自身を指すときに三人称代名詞 li、ŝi、ĝi、ili、oni の代わりに用いるもので、文中のこれらの代名詞は主語とは区別される。代名詞の直後に本来副詞 mem（英語: self）を置くことで「～自身の」という強調表現になる。所有形容詞の強調には形容詞 propra（英語: own）を用いる。
- Li amas sin mem.（リ・アーマㇲ・スィン・メㇺ）＝「彼は彼自身を愛している」

親称として ci が設けられているものの、現代ではほぼ死語となっており、使用自体が稀である（英語の thou に相当）。三人称単数代名詞は男女に分かれており、近年では徐々にジェンダーニュートラルな単数代名詞 ri の使用が広まりつつあるが、現在のところまだ一般的ではない。一方で複数代名詞は、男女両方の名詞を含む複数形（接頭辞 ge-）と同様、常に中性である。

#### 相関詞
相関詞とは日本語の「こそあど」ことばに相当する指示詞、代名詞、疑問詞などをひとまとめにしたもので、語頭と語末が規則的に対応している。相関詞のある名詞句には定冠詞を付けない。
| 品詞     | 品詞     | 近称   | 中称   | 遠称   | 不定称 |
| 品詞     | 品詞     | こ     | そ     | あ     | ど     |
| -------- | -------- | ------ | ------ | ------ | ------ |
| 名詞     | 事物     | これ   | それ   | あれ   | どれ   |
| 名詞     | 場所     | ここ   | そこ   | あそこ | どこ   |
| 名詞     | 方角     | こちら | そちら | あちら | どちら |
| 連体詞   | 連体詞   | この   | その   | あの   | どの   |
| 副詞     | 副詞     | こう   | そう   | ああ   | どう   |
| 形容動詞 | 形容動詞 | こんな | そんな | あんな | どんな |

|          |            |        | 関係詞・疑問詞 | 指示詞 | 指示詞 | 指示詞 | 指示詞 | （複数形） | （対格語尾） |
| 特定     | 不特定     | すべて | 関係詞・疑問詞 | 否定   |        |        |        | （複数形） | （対格語尾） |
| ki-      | ti-        | i-     | ĉi-            | neni-  |        |        |        | （複数形） | （対格語尾） |
| -------- | ---------- | ------ | -------------- | ------ | ------ | ------ | ------ | ---------- | ------------ |
| 代名詞   | 全体       | -o     | kio            | tio    | io     | ĉio    | nenio  |            | -n           |
| 代名詞   | 個別       | -u     | kiu            | tiu    | iu     | ĉiu    | neniu  | -j         | -n           |
| 代形容詞 | 個別       | -u     | kiu            | tiu    | iu     | ĉiu    | neniu  | -j         | -n           |
| 代形容詞 | 性質・様子 | -a     | kia            | tia    | ia     | ĉia    | nenia  | -j         | -n           |
| 代形容詞 | 所有       | -es    | kies           | ties   | ies    | ĉies   | nenies |            |              |
| 代副詞   | 場所       | -e     | kie            | tie    | ie     | ĉie    | nenie  | -n         |              |
| 代副詞   | 時         | -am    | kiam           | tiam   | iam    | ĉiam   | neniam |            |              |
| 代副詞   | 方法・程度 | -el    | kiel           | tiel   | iel    | ĉiel   | neniel |            |              |
| 代副詞   | 理由       | -al    | kial           | tial   | ial    | ĉial   | nenial |            |              |
| 代副詞   | 量         | -om    | kiom           | tiom   | iom    | ĉiom   | neniom |            |              |

-u 型相関詞は名詞句に他の名詞がない場合に代名詞、名詞の修飾語としては代形容詞になる。対比または強調の必要性があるときにのみ、本来副詞 ĉi を ti- 型相関詞の直前または直後に置いて、話者により近い方を指す（近称）。
相関詞の後に本来副詞 ajn（英語: any, ever）を置くことで無差別や譲歩を示す相関詞になる。
- Iam ajn vi povas veni.（イアㇺ・アィン・ヴィ・ポヴァㇲ・ヴェーニ）＝「いつでも来ていいよ」
- Kiel ajn rapide li kuros, li neniam povos min atingi.（キエㇽ・アィン・ラピーデ・リ・クーロㇲ、リ・ネニアㇺ・ポヴォㇲ・ミン・アティンギ）＝「どんなに速く走ろうと、彼は決して僕に追いつけない」

これらの相関詞からも派生語をつくることができる。
- iama（イアーマ）「いつかの、かつての」
- tiama（ティアーマ）「当時の、その時の」
- kialo（キアーロ）「理由、原因」
- kielo（キエーロ）「手段、方法、手法」
- kioma（キオーマ）「何番目の」
- kiomono（キオㇺオーノ）「何分の一」

#### 等位接続詞
語と語、句と句、文と文などを対等に結び付ける語群。
| aŭ（アゥ）    | または (英語: or; ラテン語: aut)          |
| ĉar（チャㇽ） | なぜなら (英語: because; フランス語: car) |
| kaj（カィ）   | そして (英語: and; ラテン語: et)          |
| nek（ネㇰ）   | …も…も…ない ＝ kaj ankaŭ ne               |
| sed（セㇳ゙）   | しかし (英語: but; ラテン語: sed)         |

aŭ、kaj を用いて3つ以上の単語を並列するときは、単語と単語をコンマ（,）で代用し、最後の単語にだけにこれらの接続詞を付けるのが普通である（コンマで代用しない場合は一つ一つ数え上げるような響きとなる）。tamen や ajne 等の一部の副詞も等位接続詞として用いられることがある。
接続詞 kaj が古代ギリシア語: καί から借用されているのは、ロマンス諸語の e やラテン語の et よりもはっきりと発音され、聴き落とされにくいためだと言われている。

#### 動詞
動詞の「不定形」は「不定詞」ともいう。不定形以外の現在形から命令形までを「定形」または「定動詞」と呼ぶ。現在形から未来形までは「直説法」である。また、仮定形は「仮定法」と、命令形は「意志法」と呼ばれる。
動詞 (verbo) に関しては、平叙文での動詞の位置は原則として文の要素のうち主語の後ろに置かれることが多いが、実際にはかなり自由である。エスペラントには助動詞 (helpverbo) と明確に呼ばれる品詞がない。povi、devi および voli などは、下に示すように西欧語などでの助動詞と同じような意味・用法を持っているが、ほかの動詞と活用上区別されない。同様に、存在動詞にも活用上の区別がない。英語などとは異なり、自動詞と他動詞の区別は厳格である。英語やフランス語などにあるような「時制の一致」はない。不規則動詞はまったく存在せず、世界一不規則動詞が少ない言語としてギネスブックに登録されている。動詞は人称変化しない。例として kanti（歌う）を使って変化を示す。
| 不定形 | -i（kanti）   |
| 現在形 | -as（kantas） |
| 過去形 | -is（kantis） |
| 未来形 | -os（kantos） |
| 仮定形 | -us（kantus） |
| 命令形 | -u（kantu）   |

#### 分詞
分詞 (Participo) は態（能動・受動）と相（継続・完了・将然）によって6種類存在する。これらの分詞と、複合時制を作る助動詞のように働く動詞 esti の3時制（現在形・過去形・未来形）との組み合わせによって、エスペラントでは細かい時制表現が可能である。分詞と esti を組み合わせた文では、能動態・受動態それぞれ9種類ずつ、時制表現のバリエーションがある。必要なら現在完了進行形のような複複合時制を作ることもでき、バリエーションはさらに増える。以下にバリエーションを列挙する。
- 現在継続（進行）形
- 現在完了形
- 現在将然（未然）形
- 過去継続（進行）形
- 過去完了形
- 過去将然（未然）形
- 未来継続（進行）形
- 未来完了形
- 未来将然（未然）形

9種類もバリエーションが存在するにもかかわらず、分詞を使った複合時制はエスペラントでは好まれない。ドイツ語やフランス語などと同様に、英語なら現在進行形や現在完了形など複合時制を義務的に用いる表現でも、エスペラントでは相を表す副詞を使用して単純時制で表現する場合が多い。受動態の分詞形容詞を使えば受動文を表現できるが、エスペラントでは受動文を避けて能動文で表現する傾向がある。
分詞は動詞に分詞を作る接尾辞をつけることによって作る。下の表は分詞を作る接尾辞の表である。例として、形容詞の品詞語尾 -a をつけた分詞形容詞を挙げる。
| 分詞   | 能動態                          | 受動態                          |
| ------ | ------------------------------- | ------------------------------- |
| 継続相 | -ant- ～している (kantanta)     | -at- ～されている (kantata)     |
| 完了相 | -int- ～した (kantinta)         | -it- ～された (kantita)         |
| 将然相 | -ont- ～しようとする (kantonta) | -ot- ～されようとする (kantota) |

分詞形容詞は形容詞の一種なので、格・数の変化をし、分詞形容詞が修飾している名詞に一致させる。形容詞の品詞語尾 -a を副詞の品詞語尾の-eに付け替えれば分詞副詞、名詞の品詞語尾の -o につけ替えれば分詞名詞になる。
分詞副詞（たとえば kantante「歌いながら」）はイタリア語のジェルンディオ、フランス語のジェロンディフなどのようなもので、文の主動詞に対する同時性などを表したり、分詞構文を作ったりする。分詞副詞は格・数の変化をしない。
他動詞から作られた分詞形容詞と分詞副詞は、対格目的語を取ることができる。
分詞名詞（たとえば kantanto「歌っている人」）は分詞形容詞や分詞副詞よりも動詞的性格の薄れた完全な名詞である。たとえ他動詞から作られた分詞名詞であっても対格目的語を取ることはできない。たいていの場合、その動作をする人物を表す。分詞名詞は格・数の変化をする。

#### 法
エスペラントには4つの法が存在する。

##### 直説法
直説法 (deklara modo、reala modo) の時制には現在、過去、未来があり、それぞれの動詞の語尾は -as、-is および -os である。現実（のこととして話し手が表現しようとする）動作および状態を表現する。継続中の動作は分詞形容詞を使った複合時制を使う方法もあるが、単純時制を使う方が一般的である。
- Mi estas studento. （ミ・エㇲタㇲ・ㇲトゥデント）=「私は学生です」
- Li ĵus finis la laboron. （リ・ジュㇲ・フィーニㇲ・ラ・ラボーロン）=「彼はたった今仕事を終えました」
- Ne en unu tago elkreskis Kartago. （ネ・エン・ウヌ・ターゴ・エㇽㇰレㇲキㇲ・カㇽターゴ）=「ローマは一日にして成らず（カルタゴは一日にして成らず）」
- Longe ĉerpas la kruĉo, ĝis ĝi fine rompiĝas.（ロンゲ・チェㇽパㇲ・ラ・ㇰルーチォ、ヂㇲ・ヂ・フィーネ・ロンピーヂャㇲ）＝「形あるものは必ず壊れる（長い間水をくめば、水瓶もついには割れてしまう）」

ドイツ語などのように、近い過去や近い未来、確定した未来を現在形で言ってしまうことはない。過去はあくまでも過去、未来はあくまでも未来である。確定した未来か未確定の未来かは、エスペラントでは区別されない。

##### 不定法
不定法（不定詞・不定形ともいう。neŭtra modo, infinitivo, I-verbo）の品詞語尾は -i であり、辞書に載っている形である。エスペラントの不定詞（不定形）には時制がない。動詞句をつくることができるが、定動詞とは異なり、主文を作ることはできない。

###### 不定詞の名詞的用法
不定詞の名詞的用法（infinitivo kiel subjekto、主語としての不定詞）は不定詞を名詞のように扱うことである。主語、目的語、補語の役割を果たす。目的語として用いられた場合でも、対格語尾 -n はつかない。名詞を修飾するのは形容詞であるが、動詞を修飾するのはあくまで副詞である。これは主語たる不定詞の述語として用いられるのもまた副詞であるということを意味する。
- Paroli estas facile, fari estas malfacile. （パローリ・エㇲタㇲ・ファツィーレ、ファーリ・エㇲタㇲ・マㇽファツィーレ）=「言うは易く行うは難し」

###### 複合動詞
単独では意味が完結しない動詞 devi、deziri、rajti、povi などの後ろに動詞の不定詞を置くことで、複合動詞 (kompleksa verbo) のようにすることができる。英語での助動詞と不定詞との関係とよく似ている。ただし、devi、deziri、rajti、povi などは、いわゆる「助動詞」ではない。エスペラントには「助動詞」という品詞は存在しない。
- Mi povas paroli vian lingvon. （ミ・ポーヴァㇲ・パローリ・ヴィアン・リンㇰ゙ヴォン）=「私はあなたの言葉を話すことができます」
- Vi volos reveni. （ヴィ・ヴォーロㇲ・レヴェーニ）=「あなたは帰りたいと思うだろう」
- Li devis maldungi ilin. （リ・デーヴィㇲ・マㇽドゥンギ・イリン）=「彼は彼らを解雇しなければならなかった」

###### 不定詞による省略法
通常、不定詞だけで文を構成することはできないが、唯一の動詞が不定詞である文や節が見られることがある。意思法（命令法）や povas -i の省略表現と考えられる。この用法でも文法上の主語をとることはできない。
- Mi efektive jam ne scias, kiel ĝin klarigi.（ミ・エフェㇰティーヴェ・ヤㇺ・ネ・ㇲツィーアㇲ、キエㇽ・ヂン・ㇰラリーギ）＝「実のところ、もうそれをどう説明すればいいのか分からない」（kiel 節以下の主語を省略している（= ...kiel mi ĝin klarigu.））
- Kion fari?（キーオン・ファーリ？）– 「何をしようか」（= Kion oni/mi/vi faru?）
- Ne fumi!（ネ・フーミ！）– 「禁煙」（= Oni ne povas fumi.）

##### 仮定法
仮定法（kondiĉa modo, imaga modo）の語尾は -us である。
- 事実とは逆の仮定
  - Se mi estus birdo, mi povus flugi en la ĉielon.（セ・ミ・エㇲトゥㇲ・ビㇽド、ミ・ポーヴㇲ・ㇷルーギ・エン・ラ・チエーロン）=「もし私が鳥ならば、空に向かって飛んでいけるのに」
- 推量
  - kiel vi devus respondi al ĉiu.（キーエル・ヴィ・デーヴス・レスポーンディ・アル・チーウ）「そうすれば、ひとりびとりに対してどう答えるべきか、わかるであろう。」[32]
- 婉曲
  - Ĉu la mensogema reklamistino estus damninda?（チュ・ラ・メンソゲーマ・レクラミスティーノ・エーストゥス・ダムニーンダ）「嘘つきの広告屋は、地獄に墜ちるべきでしょうか？」

単純な仮定法では時制はないが、厳格に現在、過去、未来の時制を表したい場合は複合時制を使う方法がある。
- La mensogema reklamistino estus faronta reklamojn en mia urbo. （ラ・メンソゲーマ・レクラミスティーノ・エーストゥス・ファローンタ・レクラーモイン・エン・ミーア・ウルボ）「嘘つきの広告屋は、私の町で広告を作るのでしょう。」

##### 命令法（意志法）
命令法 (ordona modo, U-verbo) の動詞の語尾は -u である。命令だけでなく、依頼、要求または禁止など主語に対する話者のそうあって欲しいという「意志」を表現するため、意志法 (vola modo) とも呼ばれる。命令文で主語が vi のとき、特に強調する場合を除いて主語 vi は省略される。
- Iru!（イール!）=「行け！」（主語viは省略）
- Vi iru!（ヴィ・イール！）=「君が行け！」（省略せず、viを強調。ほかの誰でもなく「君が」行け）
- Li iru.（リ・イール）=「彼に行かせろ」（彼が行くべきだという話者の意志・願望）
- Mi iru. （ミ・イール）=「私が行きます」（私こそが行くべきだという話者（すなわち私）の意志）
- Ni iru!（ニ・イール！）=「行こう！」（私たちが行くんだという話者（すなわち ni の中の一人としての私）の意志。英語の Let's go. に相当）
- Mi petis ke li savu min. （ミ・ペーティㇲ・ケ・リ・サーヴ・ミン）=「私は彼に助けてと頼んだ」（彼に助けて欲しいという主文の主語（すなわち私）の意志）
- Ĉu ni iru al la kinejo?（チュ・ニ・イール・アㇽ・ラ・キネーヨ？）=「映画に行きませんか？」（私たちが行くべきかどうか、聞き手の意志を尋ねる体裁で勧誘している）
- Via parolo estu ĉiam kun graco, spicita per salo（ヴィア・パローロ・エストゥ・チーアム・クン・グラーソ・スピツィータ・ペル・サーロ） = 「いつも、塩で味つけられた、やさしい言葉を使いなさい。」（相手に対する提案、勧誘）[33][32]
- Por ke vi sciu, kiel vi devus respondi al ĉiu.（ポル・ケ・ヴィ・スツィーウ・キーエル・ヴィ・デーヴス・レスポーンディ・アル・チーウ）= 「そうすれば、ひとりびとりに対してどう答えるべきか、わかるであろう。」(行為の目的、英語の"in order to"や"so that"に相当)[34][32]

#### 態
エスペラントには、能動態と受動態が存在する。再帰表現に関しては接尾辞-iĝを用いたり、再帰代名詞”sin”を用いることで表現可能である。

##### 能動態
主語が対象に対して積極的に行為を為す態である。
- Ĉi tiu kontribuantino parolas nur kun iom da simpatiaj amikinoj en la preĝejo. (チ・ティーウ・コントリブアンティーノ・パローラス・ヌル・クン・イオーマ・ダ・シンパティーアイ・アミキーノイ・エン・ラ・プレヂェーヨ) = この寄稿者は、教会では自分の気の合う人だけと話している。
- Kaj kiu elspiras mensogojn, tiu pereos（カイ・キーウ・エルスピーラス・メンソーゴイン・ティーウ・ペレーオス）= 偽りをいう者は滅びる[32]

##### 受動態
主語が対象から積極的に行為を為される態である。"esti" + 受動分詞の他、-iĝでも表現ができることがある。"esti" + 受動分詞の場合は基本的には"de"、"fare de"、"far"を用いるが省略される場合もある。
- La tuta kuko estis manĝita (fare) de ni. （ラ・トゥータ・クーコ・マンジータ・ファーレ・デ・ニ） = ケーキはすべて私たちに食べられた[35]。
- Via parolo estu ĉiam kun graco, spicita per salo（ヴィア・パローロ・エストゥ・チアム・クム・グラソ・スピツィータ・ペル・サーロ） =  「いつも、塩で味つけられた、やさしい言葉を使いなさい。」(上掲文、de省略)[32]
- La tuta kuko manĝiĝis（ラ・トゥータ・クーコ・マンジャージス）= ケーキが全部食べられてた[35]。("estis manĝita"で置き換え可能)

##### 再帰表現
相互に影響を与えたり、外部に対して影響を与えない動作に対して使う。
- Mi disreviĝis pro ŝia kontribuo en la revuo. （ミ・ディスレヴィ・ポル・シア・コントリブーオ・エン・ラ・レヴオ）= 私は雑誌の寄稿文には心底失望した。

##### 使役動詞
使役動詞は、-igを使って表現する。ただし、igas + 対象 + 動詞 + 目的語の順序で表現することも可能である。
- Mi portigu al mia subulo la documenton.（ミ・ポルティーグ・アル・ミーア・サブーロ・ラ・ドクメントン）私は部下に書類を持って来させましょう。
- Mi igu mian subulon porti la documenton.（ミ・イーグ・ミーアン・サブーロン・ポールティ・ラ・ドクメントン）

#### コピュラ
動詞 esti は、ラテン語の sum、esse、fui、フランス語の être、イタリア語の essere、スペイン語の estar、ser、英語の be などに相当するものである。日本語では「ある」と訳されることもある。 非常に重要な動詞で存在を表現したり、コピュラ文のほか、分詞形容詞を伴って複合時制の文を作ることができる。for-est-i、est-ont-a のように esti 自体に接辞をつけることができる。コピュラは2つの名詞句をつなぐ。

#### 数詞

##### 基数詞
整数桁の区切り文字にはピリオド（.）を用いる地域とコンマ（,）を用いる地域がそれぞれ存在するため、大きな数字はスペースで区切り、小数点のみピリオドまたはコンマを用いるのが慣例になっている。
| 0   | 1   | 2  | 3   | 4    | 5    | 6   | 7   | 8  | 9   | 10  | 100  | 1000 |
| --- | --- | -- | --- | ---- | ---- | --- | --- | -- | --- | --- | ---- | ---- |
| nul | unu | du | tri | kvar | kvin | ses | sep | ok | naŭ | dek | cent | mil  |

- 11 – dek unu
- 12 – dek du
- 20 – dudek
- 99 – naŭdek naŭ
- 100 – cent
- 1 000 – mil
- 10 000 – dek mil
- 100 000 – cent mil
- 999 999 – naŭcent naŭdek naŭ mil naŭcent naŭdek naŭ

##### 大数
単独の限定詞として最大のものは mil であり、106 を表す miliono やそれ以上の単位は名詞しかない。このため、限定詞になるには数量の前置詞 da を使う必要がある。ただし、アラビア数字で表す場合、表記上は da を省略することが多い。通常は 109 を miliardo、1012 を biliono とするロングスケールで表すが、フランス等の古い文献や英語圏など一部地域ではショートスケールのこともある。この国際的な混乱を避けるため、近年では非公式の接尾辞 -ilion-/-iliard- の使用を推奨する向きがある（命数法#エスペラントでの用法も参照）。
- 987 654 321 homoj（987,654,321人）– naŭcent okdek sep milionoj sescent kvindek kvar mil tricent dudek unu da homoj（九億八千七百六十五万四千三百二十一人）

|                                             | ロングスケール                  | ショートスケール | -ilion-/-iliard- |
| ------------------------------------------- | ------------------------------- | ---------------- | ---------------- |
| 1 000 000 (106)                             | miliono                         | miliono          | miliono          |
| 1 000 000 000 (109)                         | miliardo                        | biliono          | miliardo         |
| 1 000 000 000 000 (1012)                    | biliono                         | triliono         | duiliono         |
| 1 000 000 000 000 000 (1015)                | biliardo (mil bilionoj)         | kvadriliono      | duiliardo        |
| 1 000 000 000 000 000 000 (1018)            | triliono                        | kvintiliono      | triiliono        |
| 1 000 000 000 000 000 000 000 (1021)        | triliardo (mil trilionoj)       | sekstiliono      | triiliardo       |
| 1 000 000 000 000 000 000 000 000 (1024)    | kvadriliono                     | septiliono       | kvariliono       |
| 1 000 000 000 000 000 000 000 000 00 (1027) | kvadriliardo (mil kvadrilionoj) | oktiliono        | kvariliardo      |

##### 序数詞
序数詞は数詞に形容詞語尾 -a を加えた形である。序数詞によって限定されている名詞句には定冠詞をつけるのが普通である。
- la 1-a (または 1a) – la unua「1番目の（もの）」

##### 派生語
数詞はそれ自体に名詞や形容詞としての用法があるが、品詞語尾をつけて派生語をつくることができる。
- dek-kelkaj「十数の」、kelkdek「数十」、kelk-mil「数千」
- unuo「一個、単位（英語: unit）」–「1」の名詞形
- unue「まず第一に（英語: firstly）」、due「第二に、つぎに（英語: secondly）」– それぞれ「1」と「2」の副詞形。
- duono「二分の一、半分（英語: half）」– 「2」＋ -on-（分数詞）。
- duoble「二倍に、二重に（英語: twice, two times, double）」– 「2」＋ -obl-（倍数詞）。
- dufoje「二回、二度（英語: twice, two times, double）」– 「2」＋ fojo「回、度」。
- 2 dekduoj「2ダース（英語: 2 dozen）」– dekduo は「12」の名詞形。
- jarcento「世紀（英語: century）」– jaro「年」＋ cento「百個」。
- triunuo「三位一体（英語: trinity）」– trio「三個」＋ unuo「一個」。
- unuanime「全員一致で、満場一致で（英語: unanimously、ラテン語: ūnanimiter）」– unu「一」＋ animo「心、精神」の副詞形。
- la Unuiĝintaj Nacioj「国際連合（英語: United Nations）」

## 文章のサンプル
All human beings are born free and equal in dignity and rights. They are endowed with reason and conscience and should act towards one another in a spirit of brotherhood.

すべての人間は、生まれながらにして自由であり、かつ、尊厳と権利とについて平等である。人間は、理性と良心とを授けられており、互いに同胞の精神をもって行動しなければならない。
次の抜粋はエスペラントの特徴を示すものである。
- エスペラント:

«En multaj lokoj de Ĉinio estis temploj de la drako-reĝo. Dum trosekeco oni preĝis en la temploj, ke la drako-reĝo donu pluvon al la homa mondo. Tiam drako estis simbolo de la supernatura estaĵo. Kaj pli poste, ĝi fariĝis prapatro de la plej altaj regantoj kaj simbolis la absolutan aŭtoritaton de la feŭda imperiestro. La imperiestro pretendis, ke li estas la filo de la drako. Ĉiuj liaj vivbezonaĵoj portis la nomon drako kaj estis ornamitaj per diversaj drakofiguroj. Nun ĉie en Ĉinio videblas drako-ornamentaĵoj, kaj cirkulas legendoj pri drakoj.»
- 英訳:

In many places in China, there were temples of the dragon-king. During times of drought, people would pray in the temples that the dragon-king would give rain to the human world. At that time the dragon was a symbol of the supernatural creature. Later on, it became the ancestor of the highest rulers and symbolized the absolute authority of a feudal emperor. The emperor claimed to be the son of the dragon. All of his personal possessions carried the name "dragon" and were decorated with various dragon figures. Now dragon decorations can be seen everywhere in China and legends about dragons circulate.
- 邦訳:

中国には各地に竜王の廟があった。干ばつの時、人々は寺院で、竜王が人間界に雨を降らせてくれるように祈ったものだ。当時、龍は超自然的な生き物の象徴であった。その後、最高位の支配者の祖先となり、封建的な皇帝の絶対的な権威を象徴するようになった。皇帝は龍の子であると主張した。皇帝の所持品はすべて「龍」の名を冠し、さまざまな龍の像で飾られた。現在、中国ではいたるところで龍の装飾を目にすることができ、龍にまつわる伝説が流布している。

## 表現
次のリストはいくつかの有用なエスペラントの単語とフレーズを書き起こしたものである。
| 日本語                                                                        | エスペラント                                                                  | IPA                                                                                          |
| ----------------------------------------------------------------------------- | ----------------------------------------------------------------------------- | -------------------------------------------------------------------------------------------- |
| やあ／こんにちは（軽いあいさつ）                                              | Saluton                                                                       | [sa.ˈlu.ton]                                                                                 |
| はい                                                                          | Jes                                                                           | [ˈjes]                                                                                       |
| いいえ                                                                        | Ne                                                                            | [ˈne]                                                                                        |
| おはようございます                                                            | Bonan matenon                                                                 | [ˈbo.nan ma.ˈte.non]                                                                         |
| こんにちは                                                                    | Bonan tagon                                                                   | [ˈbo.nan ta.ˈgon]                                                                            |
| こんばんは                                                                    | Bonan vesperon                                                                | [ˈbo.nan ves.ˈpe.ron]                                                                        |
| おやすみなさい                                                                | Bonan nokton                                                                  | [ˈbo.nan ˈnok.ton]                                                                           |
| またね（さようなら）                                                          | Ĝis (la revido)                                                               | [ˈd͡ʒis (la re.ˈvi.do)]                                                                       |
| はじめまして                                                                  | Tre agrable                                                                   | /ˈtre a.ˈgra.bre/                                                                            |
| はじめまして（丁寧な言い方） ／あなたとお知り合いになれてとてもうれしいです。 | Estas al mi tre agrable konatiĝi kun vi. / Mi estas tre ĝoja konatiĝi kun vi. | /es.tas al mi tre a.ˈgra.bre ko.na.ˈtid͡ʒi kun vi/ /mi es.tas tre d͡ʒo.ja ko.na.ˈtid͡ʒi kun vi/ |
| お名前は？                                                                    | Kio estas via nomo? / Kiel vi nomiĝas?                                        | [ˈki.o ˌes.tas ˌvi.a ˈno.mo] / /ˈkiel vi nomˈid͡ʒas/                                          |
| 私の名前はマルコです                                                          | Mia nomo estas Marko / Mi nomiĝas Marko                                       | [ˌmi.a ˈno.mo ˌes.tas ˈmar.ko] / /mi nomˈid͡ʒas ˈmar.ko/                                      |
| 私は日本人です                                                                | Mi estas japan(in)o                                                           | /mi es.tas ja.ˈpa.no/ /mi es.tas ja.pa.ˈni.no/                                               |
| 調子はどう？                                                                  | Kiel vi fartas?                                                               | [ˈki.el vi ˈfar.tas]                                                                         |
| 私は元気です                                                                  | Mi fartas bone                                                                | [mi ˈfar.tas ˈbo.ne]                                                                         |
| あなたはエスペラント語を話しますか？                                          | Ĉu vi parolas Esperanton?                                                     | [ˈt͡ʃu vi pa.ˈro.las ˌes.pe.ˈran.ton]                                                         |
| 何が起こっているのですか？                                                    | Kio okazas?                                                                   | [ˈki.o ˈo.ka.zas]                                                                            |
| あなたのことが分かりません                                                    | Mi ne komprenas vin                                                           | [mi ˌne kom.ˈpre.nas ˌvin]                                                                   |
| いいね／大丈夫です                                                            | Bone / En ordo                                                                | [ˈbo.ne] / [en ˈor.do]                                                                       |
| OK                                                                            | Bone / En ordo                                                                | [ˈbo.ne] / [en ˈor.do]                                                                       |
| ありがとう                                                                    | Dankon                                                                        | [ˈdan.kon]                                                                                   |
| お気になさらず                                                                | Ne dankinde / Nedankinde                                                      | [ˌne.dan.ˈkin.de]                                                                            |
| お願いします                                                                  | Bonvolu / Mi petas                                                            | [bon.ˈvo.lu] / [mi ˈpe.tas]                                                                  |
| 許してください／失礼します                                                    | Pardonu min                                                                   | [par.ˈdo.nu ˈmin]                                                                            |
| 祝福を！                                                                      | Sanon!                                                                        | [ˈsa.non]                                                                                    |
| おめでとうございます                                                          | Gratulon!                                                                     | [ɡra.ˈtu.lon]                                                                                |
| あなたを愛しています                                                          | Mi amas vin                                                                   | [mi ˈa.mas ˌvin]                                                                             |
| ビールを1杯ください                                                           | Unu bieron, mi petas                                                          | [ˈu.nu bi.ˈe.ron, mi ˈpe.tas]                                                                |
| お手洗いはどこですか？                                                        | Kie estas la necesejo?                                                        | [ˈki.e ˈes.tas ˈla ˌne.t͡se.ˈse.jo]                                                           |
| あれ（これ）は何ですか？                                                      | Kio estas tio?                                                                | [ˈki.o ˌes.tas ˈti.o]                                                                        |
| あれ（これ）は犬です                                                          | Tio estas hundo                                                               | [ˈti.o ˌes.tas ˈhun.do]                                                                      |
| 私たちは愛します                                                              | Ni amos!                                                                      | [ni ˈa.mos]                                                                                  |
| ピース！                                                                      | Pacon!                                                                        | [ˈpa.t͡son]                                                                                   |
| 私はエスペラントの初心者です                                                  | Mi estas komencanto de Esperanto                                              | [mi ˈes.tas ˌko.men.ˈt͡san.to de ˌes.pe.ˈran.to]                                              |

## 日本語由来のエスペラント単語
参考のため語種を付記し、漢語、外来語、和語の別を示す。付記されていないものは和語である。
- aikido アイキード（合気道、和製漢語）
- animeo アニメーオ（アニメ、ラテン語 anima からできた英語 animation に由来）日本のアニメ、日本式の画風のものをいう。国を限定しないなら二重語の animacio。
- bonsajo ボンサーヨ（盆栽、和製漢語）
- cunamo ツナーモ（津波） 学術用語としての「気象以外の要因による波」だけでなく、単なる大波 (ondego) として使われたり、「押し寄せるもの」の例えに使う場合もある。
- ĉanojo チャノーヨ（茶の湯 → 茶道、前半部 ĉa は漢語） japana teceremonio と言う方が多い。
- ĉirimeno チリメーノ（縮緬、後半部 men は漢語）
- emoĝio エモヂーオ（絵文字）– 英語圏で広まった英語: emoji /ᵻˈmoʊdʒi:/ の発音の影響で emoĵio ではなく emoĝio と綴られる。

- eno エーノ（円、漢語）
- goo ゴーオ（碁、漢語）
- hajko ハィコ（俳句、和製漢語）- 派生語として hajkaro ハィカーロ（句集、俳句集）などがある。
- harakiro ハラキーロ （腹切り→切腹）
- haŝioj ハシーオィ（箸） - 日本以外の東アジア圏で使われる箸を総称して合成語 manĝobastonetoj マンヂョバㇲトネートィ（「食事」+「小さな棒」の複数形）が使われる。
- hibakŝo ヒバㇰショ（被爆者、和製漢語）
- ĵudo ジュード（柔道、和製漢語）- 派生語として ĵudejo ジュデーヨ（柔道場）などがある。
- kamikazo カミカーゾ（神風） 神風特別攻撃隊の略称「神風」が転じて「自爆テロ」も指す。
- kapao カパーオ（河童）
- karaokeo カラオケーオ（カラオケ、後半部はギリシャ語 orkhestra に由来する英語 orchestra から）
- karateo カラテーオ（空手、「唐手」から）
- katano カターノ（刀→日本刀）
- kamio カミオ（神、和製漢語）
- kimono キモーノ（着物）
- mangao マンガーオ（漫画、和製漢語） 日本風の漫画 (japana bildliteraturo) に限定して使用する。日本のアニメを含む場合もある。国を限定しない漫画は bildliteraturo を使用する。アメリカ風なら komikso がある。
- moĉio モチーオ（餅）- 「米製のケーキ」を意味する合成語 rizkuko を用いることが多い
- noo ノーオ（能、和製漢語）
- origamio オリガミーオ（折り紙）
- otako オタコ （オタク→お宅）
- sakeo サケーオ（酒→日本酒）
- samurajo サムラーヨ（侍）
- suŝio スシーオ（寿司）
- ŝintoo シントーオ（神道、和製漢語）
- ŝogio ショギーオ（将棋、漢語） Japana ŝako「日本チェス」という言い方もある。
- ŝoguno ショグーノ（将軍→征夷大将軍、漢語）
- tankao タンカーオ（短歌、和製漢語）
- tempuro テンプーロ（天ぷら、外来語）
- tofuo トフーオ（豆腐、漢語）
- tokusacuo トクサツーオ（特撮）
- udono/udonoj ウドーノ、ウドーノィ（うどん、漢語「饂飩」） 単数・複数のどちらも使われる。
- utao ウターオ（歌→和歌）
- zorioj ゾリーオィ （草履、和製漢語）

## エスペラント由来のネーミング

### ザメンホフ・エスペラント・オブジェクト
ザメンホフまたはエスペラントに由来する名称を持つ物体（モニュメント・場所・建物・乗り物など）は総称してザメンホフ・エスペラント・オブジェクト (Zamenhof/Esperanto-Objekto, ZEO) と呼ばれる。ZEOという単語はヒューゴ・レーリンゲルが1997年に発表した Monumente pri Esperanto で使用した語である。彼はその著作で世界54の国にある1,044のZEOを紹介した。世界エスペラント協会にはZEOを扱う委員がいる。
最初のZEOは1896年に進水したスペインの船舶「エスペラント」である。

### 著名なエスペラント由来のネーミング

#### 企業・団体別
- 旭化成不動産レジデンス - 展開しているマンションのシリーズに「（ラ）フェリオ ([La]  Ferio)」というものがある。エスペラントで「休日、祝日」の意[43]。
- イグニッション・エンターテイメント - 2011年4月28日に発売されたゲームソフト『エルシャダイ』に登場する、悪役キャラクターの “Nokto”（ノクト）。エスペラントの「夜」より。
- イッセイ・ミヤケ
  - OVO - 三宅一生プロデュースの腕時計。エスペラントで「卵」を意味する ovo（オーヴォ）に由来する。デザインは工業デザイナーの山中俊治である。
- インファーノイ・エンポリアム（Infanoj Emporium）- 南アフリカ共和国、ケープタウンに本拠地を置く子供服の製造販売を手掛ける会社。「インファーノイ」はエスペラントで「子供たち」の意。
- VIVO（ヴィヴォ） - 1959年から1961年まで存在した写真家集団。「生命、人生」を意味する vivo に由来。
- Vivo（ヴィーヴォ） - 中華人民共和国のスマートフォンメーカー。「生命、人生」を意味する vivo に由来。
- 大高酵素
  - ヘーラールーノ - （化粧品）Hela Luno（ヘーラ ルーノ）。エスペラントで「明るい月」を意味する。
- 小田急不動産 - TAN TA TOWN アルボの丘（たん・た・たうん あるぼのおか）。東京都稲城市向陽台にある、小田急不動産が伊藤忠都市開発、NTT都市開発と共同で開発した集合住宅。エスペラントで「木、樹木」を意味する Arbo より。なお、この事業の設計者・施工者は三井住友建設である。
- JNN・JPN
  - アノンシスト賞 - JNN・JPN系列各局の優秀なアナウンサーに与えられる賞。「アナウンサー」を意味する anoncisto（アノンツィスト）に由来している。
- 東日本旅客鉄道
  - 釜石線全駅にエスペラントによる愛称が付与されている。かつては山田線の釜石線営業所管内（浪板海岸駅 - 釜石駅間）各駅にもエスペラントの愛称が付与されていた（現在当該区間は三陸鉄道に移管）。
- JR東日本ホテルズ
  - ファミリーオ - 長期滞在型ホテルブランド。「家族」を意味する familio に由来する。
  - フォルクローロ - 長期滞在型ホテルブランド。「民話」を意味する folkloro に由来する。
- スクウェア・エニックス
  - 『ファイナルファンタジーXI』（FF11）のオープニングムービーのBGM「FFXI Opening Theme」に、「Memoro de la Ŝtono（石の記憶）」というエスペラントのコーラスパートがある。作曲者である植松伸夫は、MMORPGであるFF11が世界中の人たちが心を通い合わせるきっかけになれば、という意図でエスペラントを採用したとサウンドトラックのライナーノートで明かしている。エスペラントへの訳詞は、小西岳である。
- トラフ建築設計事務所 - 「トラフのコローロ展」。2012年8月10日（金曜日）から9月9日（日曜日）まで東京・目黒区のホテル、ホテル・クラスカで開催されていたインテリア展。「コローロ (Koloro)」はエスペラントで色の意。なお、この事務所は鈴野浩一と禿真哉の2名によって創設された。
- ハルフィルムメーカー
  - 『ルーミス・エテルネ』(Lumis Eterne) - 『ARIA The ORIGINATION』の挿入歌（劇中歌）。エスペラントで「永遠に輝いた」を意味する。初めて全編の歌詞がエスペラントで書かれたアニメ挿入歌である。
- バンダイナムコゲームス
  - 『テイルズ オブ イノセンス』（Tales of Innocence、2007年12月6日に発売されたニンテンドーDS用のコンピュータRPGソフト）の登場人物「スパーダ・ベルフォルマ (Spada Belforma)」の「ベルフォルマ」という姓。エスペラントで「形の美しい」の意。
- 姫路セントラルパーク
  - 2011年6月20日に生まれたホワイトライオンの三つ子にそれぞれ英語、イタリア語、エスペラント語で「光」を意味する言葉から「シャイン（shine）」、「ルーチェ（luce）」、「ルーモ（lumo）」という名前が付けられた
- Festivalo（株式会社フェスティバロ） - 鹿児島県鹿児島市に本店のある洋菓子店。唐芋レアケーキで知られる。エスペラントで「祭り」の意[44] と説明がある。
- 人形劇団プーク - 発足時の国際名称がLa Pupa Klubo（エスペラントで「人形クラブ」の意）であり、それを略してPUK（プーク）としていた。1946年の劇団再建のときに「プーク」を正式名称とした。東京都渋谷区にあるプーク人形劇場の正面には「PUK PUPA TEATRO」（PUK人形の劇場）の文字が表示されている[45]。
- 人形劇団ポポロ - イタリア語の POPOLO も同じような意味であるが、この名称はエスペラントの POPOLO より名付けられた。
- フェリカ建築&デザイン専門学校 - 同学校サイトに『「フェリカ (Felica)」はエスペラントで、「幸福」という意味 』[46] という説明がある。しかし、エスペラントで幸福を意味するのは feliĉo（フェリーチョ）である。ちなみに Felica に似た綴りの feliĉa（フェリーチャ）は「幸福な」を意味する。
- ポプラ社
  - 月刊 Psiko（プシコ）- 2005年から2007年まで発行していた、日本初の心理学系雑誌。エスペラントで「精神」を意味する。
- ボンズ
  - 『ラーゼフォン』に登場する組織「TERRA（テラ）」の正式名称は、「TERENO EMPIREO RAPIDMOVA REAKCII ARMEO（最高天特区機動軍）」。劇中の地球連合の公用語がエスペラントであるため、名前にエスペラントの単語が使用されている[47]。使用されている単語の意味はそれぞれ、TERENO（テレーノ）＝ 領域・指定区域、 EMPIREO（エンピレーオ） ＝ 天国・最高天、RAPIDMOVA（ラピドモーヴァ）＝機敏な、REAKCII（レアクツィーイ）＝ 反応する、ARMEO（アルメーオ）＝軍。
- 本田技研工業
  - ホンダ・シビックフェリオ - シビックの4ドアセダンバージョン。サブネームのFerio（フェリオ）は「休日」を意味する。
  - ホンダ・バモスホビオ - バモスの軽自動車のバージョン。サブネームのHobio（ホビオ）は「趣味」を意味する。
- 日本たばこ産業
  - リベラ･マイルド - JTがかつて販売していた煙草の銘柄。LIBERA（リベラ）はエスペラントで「自由な」という意味の形容詞。
- 日本テレビ系列
  - 中井正広のブラックバラエティ - かつて放映されていたバラエティー番組。サブタイトルの nigra varieteo（ニグラ・ヴァリエテーオ）は、「黒いバラエティ」を意味する。
- 丸の内オアゾ - 複合商業施設。 「オアシス」を意味する oazo（オアーゾ）に由来している[48]。
- 美浦トレーニングセンター - 2008年5月13日に、このセンターで生まれた鹿毛の競馬馬（サラブレッド）のトレボーネ (Tre Bone)。エスペラントで「とてもよい、素晴らしい」の意。性はセン馬、調教師は、当時このセンター所属だった大竹正博、父はアグネスデジタル、母はハートフルボイス（メジロライアンの娘）。馬主は田上雅春、生産者は岡田スタッド。
- メーヴォ（Mevo）- 米ニューヨーク市ブルックリンに本社を構える、スマホに接続して使うような小型カメラの会社。エスペラントで「カモメ」の意。
- Monero （モネロ） - CryptoNoteプロトコルを採用したプルーフ・オブ・ワークに基づくブロックチェーンを利用した暗号通貨（仮想通貨）。エスペラントで「小銭」の意。
- モバード（MOVADO）- スイスの時計メーカー。エスペラントの単語としては movo「単独の動き」に継続の接尾辞 -ad- が加わり movado は「運動」を表す。なお、同社の英語公式サイト[49] では "always in motion" と説明され、同社の日本代理店のサイト[50] では「たゆまぬ前進」と意訳されている。
- モルゴーア・クァルテット -（元来は）ショスタコーヴィチの遺した15曲の弦楽四重奏曲を演奏するために1992年に東京で結成された、日本の弦楽四重奏団。プログレッシヴ・ロックやヘヴィメタルをもレパートリーとする、類例を見ない演奏活動を続けている。「モルゴーア（morgaŭa、これは英語読みで、元来は「モルガウア」と発音するのが正しい）」とはエスペラントで「明日の」という意味の形容詞。
- ヤクルト本社
  - ヤクルト (Yakult) - 乳酸菌飲料。「ヨーグルト」を意味する jahurto（ヤフルト）に由来している。[51]
- ワルシャワ交通局
- アルティーリ千葉

#### 個人別
- ピーター・ガブリエル
  - OVO （オーヴォ）- 2000年にロンドンのミレニアム・ドームで行われたミレニアム・ドームショーのためのサウンドトラック。エスペラントで「卵」の意。
- 桑島法子
  - realigi キャラクターソングベスト - アニメソング、キャラクターソングのベスト・アルバム。realigi（レアリーギ）はエスペラントで「叶える」「実現させる」の意。
- 坂本真綾
  - Vento（ヴェント） - オリジナルアルバム『かぜよみ』の1番目に収録されている曲。エスペラントで「風」の意。
- 宮沢賢治
  - おもに東北地方の地名をエスペラント風にした架空地名を作中に登場させていた。例を挙げる。
    - 「イーハトーヴォ」← 岩手県
    - 「シオーモ」← 塩竈市
    - 「センダード」← 仙台市
    - 「ハームキア」← 花巻市
    - 「モリーオ」← 盛岡市

  - 宮沢賢治原作の劇場用アニメ映画「銀河鉄道の夜」では、劇中に登場する文字はすべてエスペラントである。
- 安村美博
  - ベロ細胞 (Vero cell) - アフリカミドリザルの腎臓上皮細胞に由来する、細胞培養に使われる細胞株。名前の由来は、エスペラントで「緑の腎臓」を意味する verda reno を短くし、これにエスペラントの「真理」を意味する vero をかけたものである。

## エスペラントに関する作品
作品中にエスペラントやエスペランティストが明示的に出てくるものを示す。なお、エスペラントで物事を名づけている場合は「著名なエスペラント由来のネーミング」のセクションも参照のこと。

### 小説
- 蜃気楼（芥川龍之介作、1927年）- 作中鵠沼の海岸で主人公と友人たちがエスペラントで書かれた水葬者の木札を拾う。
- 風（山本有三作、1930年 - 1931年連載）作中でエスペラントの講習会に参加した青年が革命運動に参加していく。
- 若い息子（野上弥生子作、1932年）- 作中で主人公の工藤圭次がエスペラントの会に出ていることが示される。
- 塔の中の女（間宮緑作、2011年）- 副題（サブタイトル）と章題がエスペラント。
- ポーチとノート（こまつあやこ作、講談社、2021年10月刊、 ISBN 978-4-06-524081-6）- いわゆるヤングアダルト小説。原発性無月経症を抱えた17歳の少女（女子高生）の恋模様（と性）を、エスペラントを絡めて描く。

### 戯曲
- イーハトーボの劇列車（井上ひさし作、1980年）- 作中で主人公の宮沢賢治が、列車内でエスペラントを講義している場面がある。
- エスペラント～教師たちの修学旅行の夜～（青木豪作、2006年、文学座アトリエ公演）- 修学旅行先の岩手県の旅館に宮沢賢治のエスペラントの詩が掲げてあり、これをめぐって登場人物が会話を交わす。

### 漫画
- 僕らは楽園で結ばれる（エスペラントでの副題 "Ni estos ligitaj en Paradizo"）- 少女漫画雑誌「花とゆめ」（白泉社）で連載された（2012年 - 2013年）。
- ベントラーベントラー - 『月刊アフタヌーン』において2008年8月号から2010年5月号まで連載された、野村亮馬によるSF作品。現代から700年後の地球を舞台としたエピソードにおいて、共通語としてエスペラント語が普及している描写が行われている。
- Thisコミュニケーション - 『ジャンプスクエア』にて2020年5月号より2024年4月号まで連載された、六内円栄によるSF作品。滅亡に瀕した世界において、エスペラントが共通語として使用されている設定となっている。

### テレビドラマ
- O-PARTS〜オーパーツ〜（フジテレビ系列、2012年）- 作中、2156年から2012年に来たテロリストへのテロ指示および2156年の内閣総理大臣から2012年の日本政府に送られたメールにエスペラントが使用されている（但し、作中では「謎の言語」という設定）。

### 映画
- ジャン・有馬の襲撃 - 大映、1959年公開の白黒映画。市川雷蔵主演の時代劇。イベリア半島に存在するという設定の架空の国「イベリア国」の言語としてエスペラントを採用。
- ドラえもん のび太と奇跡の島 〜アニマル アドベンチャー〜 - 東宝その他、2012年公開のアニメ映画。劇中で舞台となる島「ベレーガモンド (Belegamondo)」島の先住民、ロッコロ族の言語としてエスペラントを採用（この舞台となる島の名前もエスペラント。「非常に美しい世界」の意。また、ゲスト・ヒロインであるロッコロ族族長の孫娘、コロンのペットのドードーの名前「クラージョ (Kuraĝo)」もエスペラント。「勇気」の意。さらに、「オーロ (Oro)」というこの族長の名前もエスペラント。「黄金」の意）。
- サカサマのパテマ - 2013年11月9日より公開されたSFアニメ映画。作中の世界観を端的に表現するため、主題歌 “Patema Inverse” の歌詞はエスペラントで書かれている。その他、冒頭の短時間部においてもエスペラントによるラジオ放送、または無線交信に由来するとおぼしき音声（効果音）が挿入されている（2014年4月25日に DVDおよびBlu-ray Disc 発売）。
- はじまりへの旅（原題：Captain Fantastic） - 2016年のアメリカ合衆国制作の映画（日本での劇場公開は2017年4月1日）。登場人物の一人、キーラー（ヴェスパーと双子の姉妹という設定、演：サマンサ・アイラー〔en:Samantha Isler〕）がエスペラントが得意という設定[52]。2017年10月4日にDVDがリリースされた。

### コンピュータゲーム
- ことのはアムリラート - 2017年8月25日に発売されたPCゲーム。日本エスペラント協会が協力（言語監修）しており、エスペラントをベースにした「ユリアーモ」という異世界語を学ぶという内容になっている。なお、製作ブランドの sukerasparo も sukera（甘い）とsparo（鯛）という意味（たい焼きという意味を持たせた合成語）のエスペラントをベースにして名付けられている。2019年3月15日には続編「いつかのメモラージョ」が同じ会社から発売された。

### 立体美術作品
- 鹿児島エスペラント - 日本の作家、高嶺格のインスタレーション。2005年の横浜トリエンナーレに出品された。土の上に鹿児島弁とエスペラントの言葉が映し出される。
- 朝の曲 - 韓国の立体美術作品（インスタレーション）作家、イ・ブルの塔状の作品（2007年）。外周部に、ネオンサインで形作られたエスペラントの単語を多数貼りつけてある。

## 関連書籍
- 田中克彦 『エスペラント - 異端の言語』（2007年、岩波新書、岩波書店、ISBN 978-4-00-431077-8）